# کوین آکپوگوما
کوین آکپوگوما (انگلیسی: Kevin Akpoguma؛ زادهٔ ۱۹ آوریل ۱۹۹۵) بازیکن فوتبال اهل آلمان است که در پست مدافع بازی می‌کند.
از باشگاه‌هایی که در آن بازی کرده‌است می‌توان به باشگاه فوتبال فورتونا دوسلدورف، باشگاه فوتبال کارلسروهه، و باشگاه فوتبال هوفنهایم اشاره کرد.
وی همچنین در تیم‌های ملی فوتبال جوانان آلمان، جوانان آلمان، جوانان آلمان، جوانان آلمان، جوانان آلمان، زیر ۲۱ سال آلمان، و نیجریه بازی کرده‌است.